# Live It Up (Nicky Jam)
Live It Up è un singolo del cantante statunitense Nicky Jam, pubblicato il 25 maggio 2018.

## Descrizione
Il singolo, che ha visto la partecipazione del rapper statunitense Will Smith e della cantante kosovara Era Istrefi, è stato scelto come canzone ufficiale per il Campionato mondiale di calcio 2018.
Il brano è stato prodotto da Diplo, The Picard Brothers e Free School.
È la prima canzone di Nicky Jam cantata in inglese.

## Video musicale
Il videoclip, diretto da Yasha Malekzad e prodotto da Kasra Pezeshki, è stato pubblicato l'8 giugno 2018. Presenta Nicky Jam, Will Smith, Era Istrefi e il calciatore brasiliano Ronaldinho, tra le immagini dei mondiali precedenti. Il video è stato girato principalmente a Mosca, in Russia e in Ungheria, a Budapest.

## Formazione
- Will Smith – composizione, voce
- Nicky Jam – composizione, voce
- Era Istrefi – composizione, voce
- Diplo – produttore

## Classifiche
| Classifica (2018) | Posizione massima |
| ----------------- | ----------------- |
| Italia            | 68                |